# Luftlandebrigade 31
Die Luftlandebrigade 31 „Oldenburg“ (LLBrig 31) war ein 3600 Mann starker Großverband des deutschen Heeres mit Stab in Oldenburg und war der Division Schnelle Kräfte (DSK) unterstellt und Teil der Stabilisierungskräfte des Heeres. Alle Truppenteile waren in Niedersachsen stationiert, der Großteil in Seedorf. Zum 31. März 2015 wurde die Brigade außer Dienst gestellt, und ging im Fallschirmjägerregiment 31 der Luftlandebrigade 1 auf.

## Geschichte

### Heeresstruktur 5
Die Luftlandebrigade 31 entstand in der Heeresstruktur 5 (N) am 1. April 1993 aus der Zusammenlegung der ehemaligen Luftlandebrigade 27 aus Lippstadt und der ehemaligen Panzergrenadierbrigade 31 aus Oldenburg. Die damaligen Bataillone fusionierten zum 26. März 1993 wie folgt:
- Fallschirmjägerbataillon 271 aus Iserlohn und Panzergrenadierbataillon 313 aus Varel zum Fallschirmjägerbataillon 313 in der Frieslandkaserne Varel,
- Fallschirmjägerbataillon 273 aus Iserlohn und Panzerbataillon 314 aus Oldenburg zum Fallschirmjägerbataillon 314 in der Henning von Tresckow-Kaserne Oldenburg.
- Fallschirmpanzerabwehrbataillon 272 aus Wildeshausen blieb zunächst in der Wittekind-Kaserne unverändert das zweite Bataillon der Brigade.

Das Fallschirmjägerbataillon 314 wurde September 2002 aufgelöst und dafür das Fallschirmjägerbataillon 373 von der Jägerbrigade 37 der Luftlandebrigade 31 unterstellt.
Von 1994 bis 2002 war die Brigade Teil der Multinational Division Central (MND-C) der NATO.

### Nach der Heeresstruktur 5

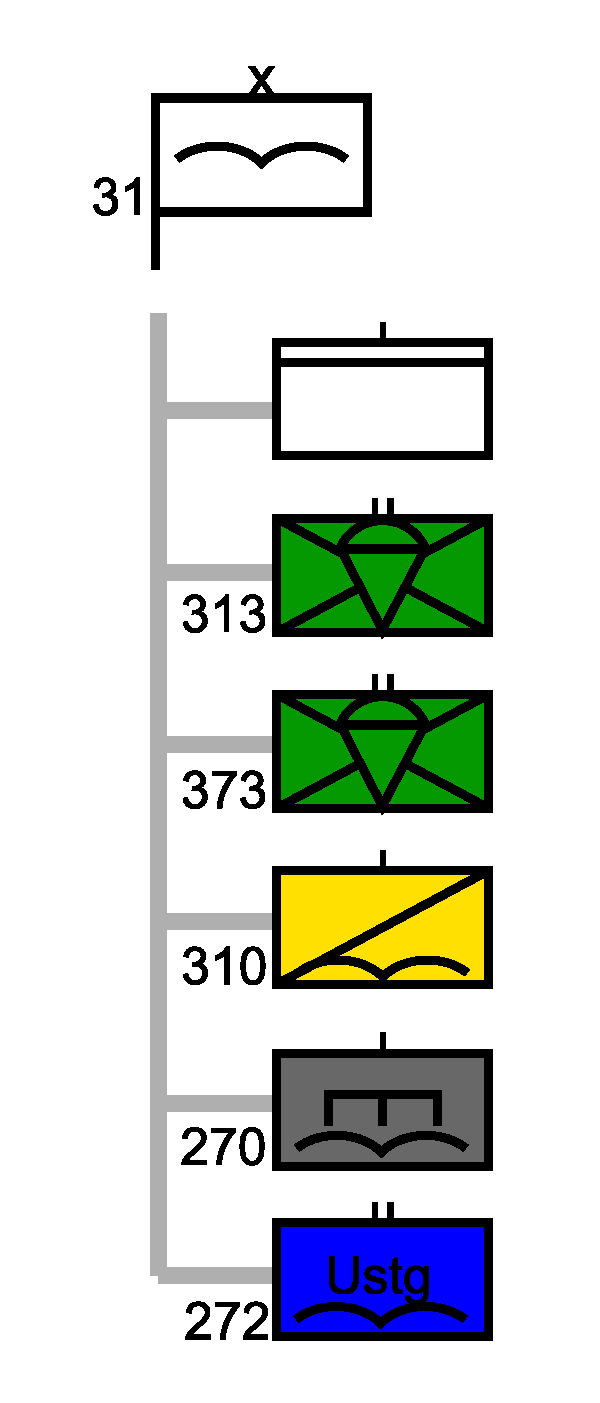
Gliederung der Brigade

Im Zuge der Neustrukturierung „Neues Heer für neue Aufgaben“ wurde das Fallschirmpanzerabwehrbataillon 272 zum Luftlandeunterstützungsbataillon 272 umgegliedert. In diesem wurden Teile der unmittelbaren Brigadeeinheiten – LL-Sanitätsdienst (eine Kompanie) und LL-Versorgung (zwei Kompanien), mit einer eigenen Stabs- und Versorgungskompanie und einer Ausbildungskompanie (ab 2006) – zusammengefasst.
Bis 2007 wurden die Standorte Doberlug-Kirchhain, Varel und Wildeshausen geschlossen und ein Großteil der Luftlandebrigade 31 „Oldenburg“ nach Seedorf verlegt. Die Kasernenanlage, in der zuvor eine mechanisierte Brigade des niederländischen Heeres stationiert war, wurde dazu saniert.
Stab und Stabskompanie der LLBrig 31, sowie die 1. und 2. Kompanie des Luftlandeunterstützungsbataillon 272 wurden in der Henning-von-Tresckow-Kaserne in Oldenburg zusammengefasst. Hauptgrund dafür war das in den Jahren 1999–2000 erbaute Gebäude des Fallschirmgeräte-/Luftumschlagzuges, welches weitreichende Möglichkeiten und Mittel zur Instandsetzung, Instandhaltung (u. a. Reinigung, Packen) und Lagerung von Fallschirmen und ähnlichem Gerät der Luftlandebrigade 31 und auch anderer springender Verbände (z. B. dem deutschen SEK/M), z. B. durch einen Trockenturm, bot. Auch die vorhandene Fallschirmsprunganlage zur Simulation eines Sprunges mit einem Automatikschirm aus einem Flugzeug hatte die Entscheidung, den Standort Oldenburg weiterhin durch Teile der Brigade zu nutzen, nachhaltig positiv beeinflusst.
Im Februar 2011 waren Teile der Brigade mit der Operation Pegasus an der Evakuierung westlicher Zivilisten aus Libyen beteiligt.
Die Luftlandebrigade 31 gliederte sich zuletzt in:
- Stab/Stabskompanie Luftlandebrigade 31, Oldenburg
  -  Luftlandeaufklärungskompanie 310, Seedorf
  -  Luftlandepionierkompanie 270, Seedorf
  -  Fallschirmjägerbataillon 313. Seedorf
  -  Fallschirmjägerbataillon 373, Seedorf
  -  Luftlandeunterstützungsbataillon 272, Oldenburg (2 Kompanien), Seedorf (2 Kompanien)

Auftrag der Brigade war zuletzt die Führung von spezialisierten Kräften bei Rettungs-, Evakuierungs- und Schutzoperationen. Außerdem konnte sie innerhalb von 72 Stunden Einsatzverbände auch für schnelle Anfangsoperationen abstellen. Weiterhin war sie befähigt, spezialisierte Kräfte bei Operationen in der Tiefe zu führen.

### Auflösung
Im Rahmen des neuen Standortkonzeptes wurde die Luftlandebrigade 31 im Rahmen eines feierlichen Appells auf dem Oldenburger Schlossplatz am 18. September 2014 aufgelöst. Damit beginnt zum 1. Oktober die Auflösung und Umstrukturierung zum Fallschirmjägerregiment 31 der Luftlandebrigade 1 am Standort Seedorf.

## Kommandeure
Folgende Kommandeure führten die Brigade:
| Nr. | Name                                    | Beginn der Berufung | Ende der Berufung  |
| --- | --------------------------------------- | ------------------- | ------------------ |
| 9   | Brigadegeneral Gert Gawellek            | 30. April 2013      | 18. September 2014 |
| 8   | Brigadegeneral Reinhardt Zudrop         | 11. November 2010   | 30. April 2013     |
| 7   | Brigadegeneral Frank Leidenberger       | 1. Juni 2008        | 11. November 2010  |
| 6   | Brigadegeneral Dieter Warnecke          | 2005                | 1. Juni 2008       |
| 5   | Brigadegeneral Rainer Hartbrod          | 24. Oktober 2003    | 2005               |
| 4   | Oberst Hans Günter Engel                | 12. September 2002  | September 2003     |
| 3   | Brigadegeneral Carl-Hubertus von Butler | 24. September 1999  | 12. September 2002 |
| 2   | Brigadegeneral Bernd Müller             | 28. März 1994       | 24. September 1999 |
| 1   | Oberst Volker Löw                       | 26. März 1993       | 28. März 1994      |

## Verbandsabzeichen

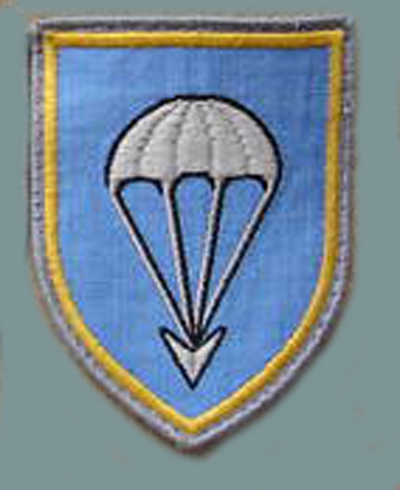
Gewebtes, erstes Verbandsabzeichen für den Dienstanzug

Die Blasonierung des Verbandsabzeichens für den Dienstanzug der Angehörigen der Luftlandebrigade 31 lautete zunächst:
 Gold bordiert, in Blau ein geöffneter silberner Fallschirm mit eingehängter, nach unten deutender Pfeilspitze.
Die Luftlandebrigade 31 führte als „Nachfolgeverband“ der Luftlandebrigade 27 deren Verbandsabzeichen zunächst fort. Das erste Verbandsabzeichen zeigte einen Fallschirm, der stilisiert das Hauptmotiv im taktischen Zeichen der Fallschirmjägertruppe. Die Fallschirmjägertruppe war der infanteristische Kern der Luftlandetruppen. Die Verbandsabzeichen der Division und der unterstellten Brigaden waren bis auf die Borde identisch. In der Tradition der Preußischen Farbfolge erhielt das Verbandsabzeichen der Luftlandebrigade 31 als „dritte“ Brigade der Division einen gelben Bord.

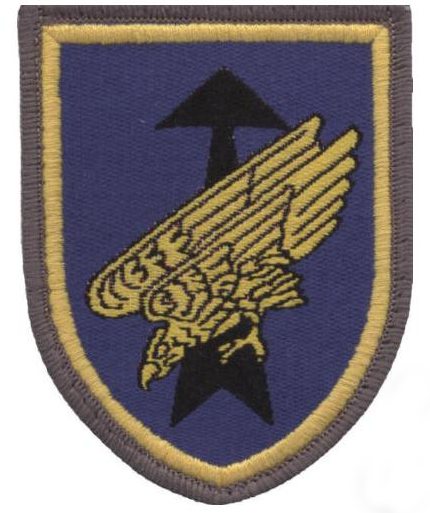
Gewebtes, späteres Verbandsabzeichen für den Dienstanzug

Nach Aufstellung der Division Spezielle Operationen erhielten Division und deren Brigaden neu gestaltete Verbandsabzeichen. Die Blasonierung des Verbandsabzeichens der Luftlandebrigade 31 lautete:
 Gold bordiert, in Blau eine aufrecht gestellter schwarze Pfeilspitze, bestehend aus gekerbten Schaft und den beiden Flügeln, belegt mit einem stürzenden, goldenen Adler.
Der Adler ähnelte dem Raubvogel im Barettabzeichen der Fallschirmjägertruppe. Der Pfeil ähnelte dem taktischem Zeichen für Spezialkräfte. Er symbolisierte ein nach oben zeigendes Schwert oder Dolch. Schwert und Dolch wurden als Symbol weltweit im Umfeld von Spezialkräften genutzt – beispielsweise auch beim Barettabzeichen des Kommandos Spezialkräfte. Erneut galt die Luftlandebrigade 31 als „dritte“ Brigade. Daher erhielt ihr Verbandsabzeichen erneut einen gelben Bord.

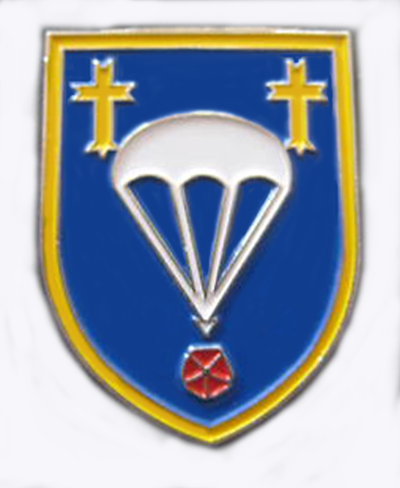
Internes Verbandsabzeichen des Stabes/Stabskompanie

Da sich die Verbandsabzeichen der Brigaden der Division sowohl im alten als auch im neuen Design nur geringfügig unterschieden, wurde stattdessen gelegentlich auch das interne Verbandsabzeichen des Stabes bzw. der Stabskompanie pars pro toto als „Abzeichen“ der Brigade genutzt. Es zeigte den aus dem ersten Verbandsabzeichen und aus dem internen Verbandsabzeichen der Stabskompanie der Luftlandebrigade 27 bekannten Fallschirm, die Lippische Rose wie im Lippstädter Stadtwappen und im internen Verbandsabzeichen des Stabes der Luftlandebrigade 27, sowie zwei goldene oldenburgische Steckkreuze, die aus dem Verbandsabzeichen der zweiten „Vorgängerbrigade“ Panzergrenadierbrigade 31 entnommen waren. Der gelbe Bord war ebenfalls dem Verbandsabzeichen entnommen.

## Motto und Gruß
Das Brigademotto lautete „Einsatzbereit – jederzeit – weltweit“. Die Brigade grüßte mit „Glück ab“.